# トーセンホマレボシ
トーセンホマレボシは、日本の競走馬である。主な勝ち鞍は2012年の京都新聞杯。名前の由来は冠名に誉れ星。
半兄に天皇賞（秋）勝ち馬のトーセンジョーダンがいる。

## 経歴
2009年のセレクトセール当歳に上場され、島川隆哉により1億5500万円（税別）で落札された。

### 2011年
12月24日の阪神の新馬戦芝1600mで1番人気に推されるも1/2馬身差及ばず2着に敗れる。

### 2012年
次走の1月14日の京都の未勝利戦も1番人気だったが直線伸びきれずまたも2着に敗れる。そして2月5日小倉の未勝利戦は後方から差しきって初勝利となった。3月の阪神の500万下のゆきやなぎ賞は5着に敗れるも中京の大寒桜賞は人気に応えて2勝目をあげる。続く京都新聞杯は6戦目にして初めて1番人気とはならなかったが、レースでは逃げたメイショウカドマツの2番手を追走し、直線抜け出して2着ベールドインパクトに2馬身半差をつけ優勝。3勝目を重賞初制覇で飾った。勝ち時計の2分10秒0はダンツシアトルの持っていた京都芝2200mのコースレコードを0.2秒更新。さらにコスモバルクがマークした芝2200mの日本レコードを0.1秒更新することとなった。
5月29日の第79回東京優駿では1000m通過59秒1のハイペースで逃げるゼロスの直後2番手を追走、直線で先頭に立ったもののディープブリランテ、フェノーメノに交わされ3着に敗れた。
東京優駿の後、秋競馬に備えて休養していたが、そのさなかに右前脚に屈腱炎を発症したことから9月2日、現役を引退することが管理する池江により明らかにされた。9月21日付けで競走馬登録を抹消され、ブリーダーズ・スタリオン・ステーションで種牡馬入りすることが発表された。

## 競走成績
| 競走日     | 競馬場 | 競走名       | 格      | 距離（馬場）  | 頭 数 | 枠 番 | 馬 番 | オッズ （人気） | 着順 | タイム （上がり3F） | 着差 | 騎手              | 斤量 [kg] | 1着馬（2着馬）         | 馬体重 [kg] |
| ---------- | ------ | ------------ | ------- | ------------- | ----- | ----- | ----- | --------------- | ---- | ------------------- | ---- | ----------------- | --------- | ---------------------- | ----------- |
| 2011.12.24 | 阪神   | 2歳新馬      |         | 芝1600m（良） | 13    | 1     | 1     | 002.10（1人）   | 02着 | R1:38.1（34.3）     | -0.1 | 0I.メンディザバル | 55        | ヤマニンファラオ       | 520         |
| 2012.01.14 | 京都   | 3歳未勝利    |         | 芝1800m（良） | 16    | 1     | 2     | 002.10（1人）   | 02着 | R1:47.9（35.6）     | -0.2 | 0C.ルメール       | 56        | エキストラエンド       | 514         |
| 0000.02.05 | 小倉   | 3歳未勝利    |         | 芝2000m（良） | 15    | 1     | 1     | 001.50（1人）   | 01着 | R2:02.5（34.7）     | -0.0 | 0川須栄彦         | 56        | （ブルータンザナイト） | 510         |
| 0000.03.10 | 阪神   | ゆきやなぎ賞 | 500万下 | 芝2400m（良） | 12    | 2     | 2     | 002.80（1人）   | 05着 | R2:34.5（35.3）     | -0.5 | 0川田将雅         | 56        | ヤマニンファラオ       | 500         |
| 0000.03.24 | 中京   | 大寒桜賞     | 500万下 | 芝2200m（重） | 12    | 7     | 9     | 002.70（1人）   | 01着 | R2:19.5（37.8）     | -0.1 | 0吉田隼人         | 56        | （ウインフロレゾン）   | 498         |
| 0000.05.05 | 京都   | 京都新聞杯   | GII     | 芝2200m（良） | 13    | 2     | 2     | 010.80（5人）   | 01着 | R2:10.0（34.7）     | -0.4 | 0C.ウィリアムズ   | 56        | （ベールドインパクト） | 498         |
| 0000.05.27 | 東京   | 東京優駿     | GI      | 芝2400m（良） | 18    | 7     | 14    | 015.00（7人）   | 03着 | R2:23.9（36.1）     | -0.1 | 0C.ウィリアムズ   | 57        | ディープブリランテ     | 504         |

## 種牡馬成績
引退後の2013年からブリーダーズ・スタリオン・ステーションで繋養された。種付け数は2013年134頭、2014年110頭、2015年135頭、2016年104頭、2017年22頭、2018年28頭と推移していた。
2016年に初年度産駒がデビューした。
2017年9月18日、ミッキースワローがセントライト記念を勝利し、中央・地方を通じ産駒の重賞初勝利を挙げた。
2019年からはプライベート種牡馬となり、白馬牧場で繋養され、2020年からはエスティファームで繋養されている。

### 主な産駒
- 2014年産
  - ミッキースワロー（2017年セントライト記念、2019年七夕賞、2020年日経賞）
- 2017年産
  - カガノホマレ（2020年サラブレッド大賞典）

## 血統表
| トーセンホマレボシの血統        | トーセンホマレボシの血統                                    | トーセンホマレボシの血統                                    | （血統表の出典）                                            | （血統表の出典） |
| 父系                            | サンデーサイレンス系                                        | サンデーサイレンス系                                        | サンデーサイレンス系                                        | [ § 2 ]          |
| 父 ディープインパクト 2002 鹿毛 | 父の父*サンデーサイレンス Sunday Silence 1986 黒鹿毛        | Halo                                                        | Hail to Reason                                              | Hail to Reason   |
| 父 ディープインパクト 2002 鹿毛 | 父の父*サンデーサイレンス Sunday Silence 1986 黒鹿毛        | Halo                                                        | Cosmah                                                      |                  |
| 父 ディープインパクト 2002 鹿毛 | 父の父*サンデーサイレンス Sunday Silence 1986 黒鹿毛        | Wishing Well                                                | Understanding                                               | Understanding    |
| 父 ディープインパクト 2002 鹿毛 | 父の父*サンデーサイレンス Sunday Silence 1986 黒鹿毛        | Wishing Well                                                | Mountain Flower                                             |                  |
| 父 ディープインパクト 2002 鹿毛 | 父の母*ウインドインハーヘア Wind in Her Hair 1991 鹿毛      | Alzao                                                       | Lyphard                                                     | Lyphard          |
| 父 ディープインパクト 2002 鹿毛 | 父の母*ウインドインハーヘア Wind in Her Hair 1991 鹿毛      | Alzao                                                       | Lady Rebecca                                                |                  |
| 父 ディープインパクト 2002 鹿毛 | 父の母*ウインドインハーヘア Wind in Her Hair 1991 鹿毛      | Burghclere                                                  | Busted                                                      | Busted           |
| 父 ディープインパクト 2002 鹿毛 | 父の母*ウインドインハーヘア Wind in Her Hair 1991 鹿毛      | Burghclere                                                  | Highclere                                                   |                  |
| 母 エヴリウィスパー 1997 栗毛   | 母の父*ノーザンテースト Northern Taste 1971 栗毛            | Northern Dancer                                             | Nearctic                                                    | Nearctic         |
| 母 エヴリウィスパー 1997 栗毛   | 母の父*ノーザンテースト Northern Taste 1971 栗毛            | Northern Dancer                                             | Natalma                                                     |                  |
| 母 エヴリウィスパー 1997 栗毛   | 母の父*ノーザンテースト Northern Taste 1971 栗毛            | Lady Victoria                                               | Victoria Park                                               | Victoria Park    |
| 母 エヴリウィスパー 1997 栗毛   | 母の父*ノーザンテースト Northern Taste 1971 栗毛            | Lady Victoria                                               | Lady Angela                                                 |                  |
| 母 エヴリウィスパー 1997 栗毛   | 母の母*クラフティワイフ Crafty Wife 1985 栗毛               | Crafty Prospector                                           | Mr. Prospector                                              | Mr. Prospector   |
| 母 エヴリウィスパー 1997 栗毛   | 母の母*クラフティワイフ Crafty Wife 1985 栗毛               | Crafty Prospector                                           | Real Crafty Lady                                            |                  |
| 母 エヴリウィスパー 1997 栗毛   | 母の母*クラフティワイフ Crafty Wife 1985 栗毛               | Wife Mistress                                               | Secretariat                                                 | Secretariat      |
| 母 エヴリウィスパー 1997 栗毛   | 母の母*クラフティワイフ Crafty Wife 1985 栗毛               | Wife Mistress                                               | Political Payoff                                            |                  |
| 母系(F-No.)                     | (FN:9-a)                                                    | (FN:9-a)                                                    | (FN:9-a)                                                    | [ § 3 ]          |
| 5代内の近親交配                 | Northern Dancer 5×3、Almahmoud 5×5、Lady Angela 5･4（母内） | Northern Dancer 5×3、Almahmoud 5×5、Lady Angela 5･4（母内） | Northern Dancer 5×3、Almahmoud 5×5、Lady Angela 5･4（母内） | [ § 4 ]          |
| 出典                            | 1. 2. 3. 4.                                                 | 1. 2. 3. 4.                                                 | 1. 2. 3. 4.                                                 | 1. 2. 3. 4.      |

- 半兄に天皇賞（秋）優勝馬トーセンジョーダン（父：ジャングルポケット）、日経新春杯、シリウスステークス2着馬のダークメッセージ（父：ダンスインザダーク）、半姉に関東オークス2着馬のケアレスウィスパー（父：フジキセキ）がいる。
- 近親に活躍馬が多く出ている血統である。
  - 天皇賞（秋）とマイルチャンピオンシップを勝ったカンパニーやアルゼンチン共和国杯を勝ったレニングラード、マイラーズカップを勝ったビッグショウリ、中山グランドジャンプを勝ったビッグテースト、種牡馬のスパイキュールなどがいる。